# PUFFY (음악 그룹)
퍼피(PUFFY)는 오누키 아미, 요시무라 유미로 구성된 여성 2인조 음악 그룹이다.

## 개요
하이 하이 퍼피 아미유미

## 내력
- 1996년 오쿠다 다미오가 프로듀스한 싱글 《아시아노 준조》로 데뷔했다.

## 구성원
- 오누키 아미(大貫亜美, 1973년 9월 18일 ~)
2002년, 글레이의 보컬 테루와 결혼했다.
- 요시무라 유미(吉村由美, 1975년 1월 30일 ~)
1999년 4월, 니시카와 다카노리와 결혼했지만 2002년에 이혼했다.
2003년 4월부터 2006년 3월까지 킨키키즈가 진행하는 음악 프로그램 《도모토 형제》에 고정 출연했다.

## 음반 목록

### 싱글
1. 아시아노준조
2. これが私の生きる道
3. サーキットの娘
4. 渚にまつわるエトセトラ
5. Mother / 네호리나 하호리나
6. 아이노시루시
7. 타라란 / 퍼피노 투어맨
8. 퍼피 de 룸바
9. 니치요비노 무스메
10. 유메노 타메니
11. 우미에토 / 풀니테
12. 부기우기 No.5
13. 아타라시 히비
14. 아오이 나미다
15. 허리케인
16. 아카이 블랑코 / Planet Tokyo
17. Sunrise
18. 하지마리노 우타
19. Hi Hi
20. 모구라 라이크
21. Tokyo I'm On My Way
22. 하즈무 리즈무
23. 하타라쿠 오토코
24. boom boom beat / 오 에도 나가레보시IV
25. 오리엔탈 다이아몬드 / 쿠치비루 모션
26. All Because Of You
27. 마이스토리 (マイストーリー, 2008년 8월 6일)
  1. 마이스토리
  2. Twilight Shooting Star!
  3. All Because Of You (DISCO TWINS Remix)
28. 히요리히메 (日和姫, 2009년 2월 25일)
  1. 히요리히메 (시나 링고가 작사, 작곡, 편곡했다.)
  2. DOKI DOKI
  3. 마이스토리 variation by agraph
29. 다레카가 (誰かが 누군가가[*], 2009년 7월 29일)
  1. 다레카가
  2. 웨딩 벨 <80kidz Remix>

### 앨범
1. amiyumi (1996년 7월 22일)
2. JET CD (1998년 4월 1일)
3. FEVER*FEVER (1999년 6월 23일)
4. SPIKE (2000년 10월 12일)
5. THE HIT PARADE (2002년 2월 20일, 커버 음반)
6. NICE. (2003년 1월 22일)
7. 59 (2004년 3월 31일)
8. Hi Hi Puffy AmiYumi (2005년 5월 11일 미국 데뷔 음반)
9. Splurge (2006년 6월 28일 데뷔 10주년 기념 음반)
10. honeycreeper (2007년 9월 26일)
11. Bring it! (2009년 6월 17일)